# Griechisch-Baktrisches Königreich

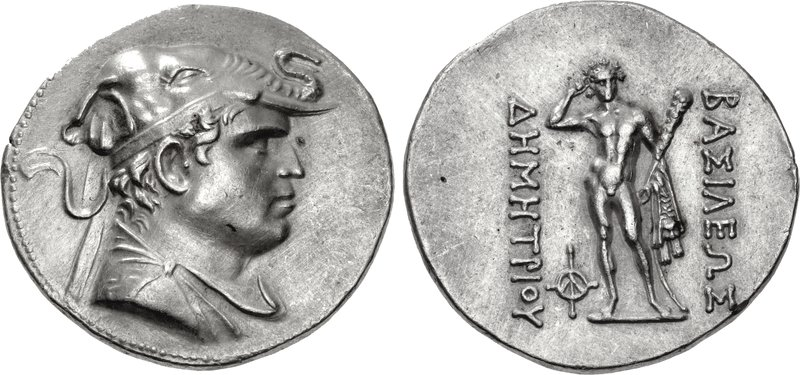
Silbermünze von Demetrios I. mit Elefantenschädel-Symbolik und Herkules

Das Griechisch-Baktrische Königreich (auch graeco-baktrisches Königreich genannt) war ein antiker Staat des 3. und 2. Jahrhunderts v. Chr., der von Diodotos I., einem Statthalter der griechisch-makedonischen Seleukiden in Baktrien, gegründet wurde. Das Reich dehnte sich in seiner größten territorialen Ausdehnung bis nach Hindustan aus. Nach der Reichsteilung in einen gräko-baktrischen und gräko-indischen Staat bestand es nach dem Verlust Baktriens an zentralasiatische Reiter- und Nomadenvölker in Gandhara und Punjab bis in das frühe 1. Jahrhundert n. Chr. als Indo-Griechisches Königreich fort.
Die Chronologie und Bewertung des Königreiches ist aufgrund der sehr dürftigen Quellenlage (oft stehen nur Münzfunde zur Verfügung) in mehreren Punkten relativ unsicher bzw. umstritten.

## Geschichte

### Reichsgründung

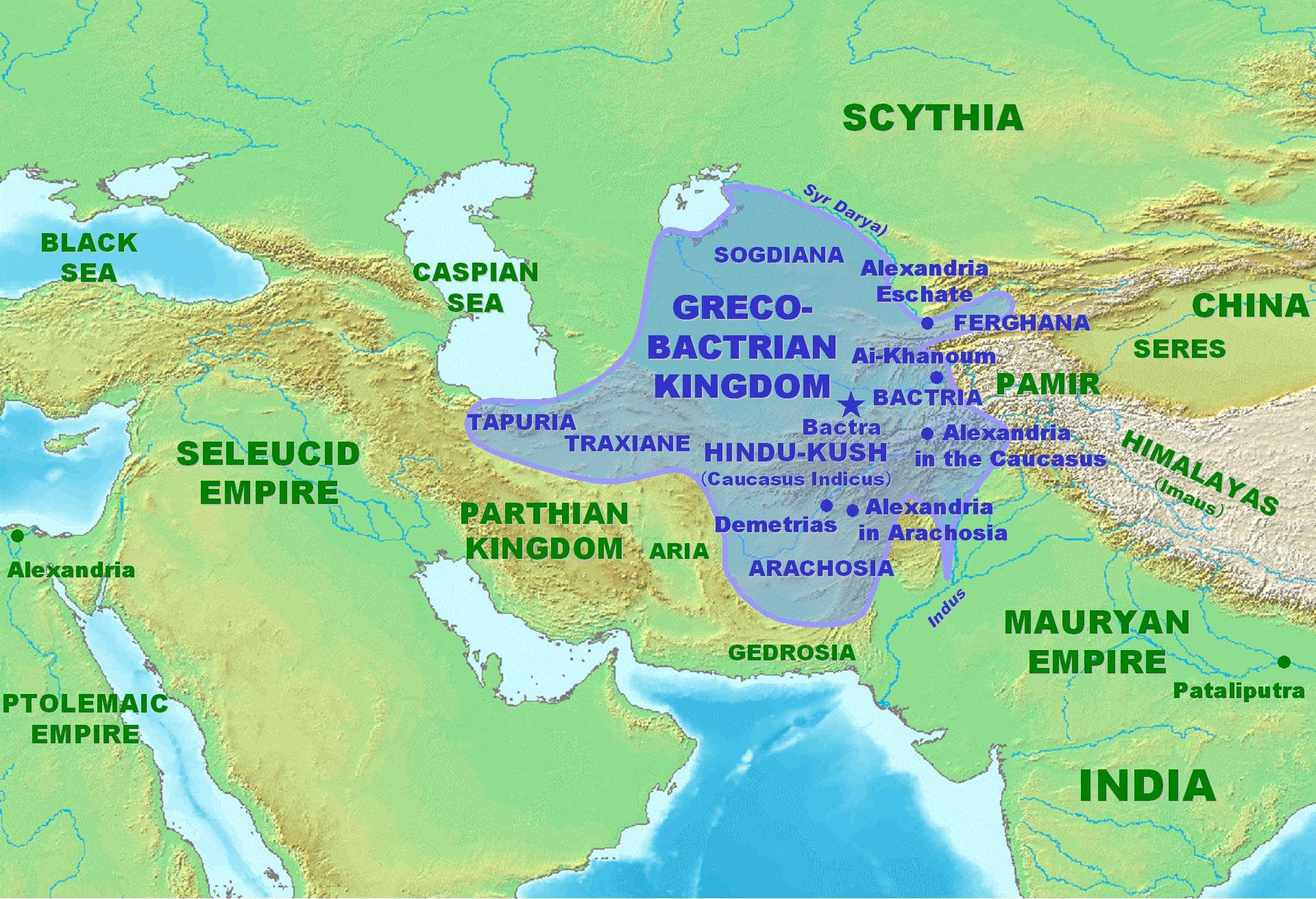
Das griechisch-baktrische Reich in seiner maximalen Ausdehnung um 180 v. Chr.

Das Reich wurde um 256 v. Chr. gegründet, als sich der Makedone Diodotos I., der baktrische Statthalter des Seleukidenkönigs Antiochos II., nach dessen Niederlagen im Dritten Syrischen Krieg unabhängig machte. Zunächst prägte er Münzen mit seinem eigenen Bild und den Zeichen bzw. Titeln von Antiochos II, dann ersetzte er letztere durch seine eigenen. Nach ihm herrschte sein gleichnamiger Sohn, bis die Familie durch den Griechen Euthydemos I. gestürzt wurde.

### Die Euthydemiden

#### Konflikt mit den Seleukiden

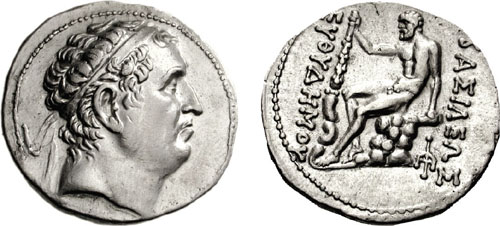
Münze von Euthydemos I.

Euthydemos I. musste sich einer Invasion des Seleukidenkönigs Antiochos III. stellen, der die abtrünnige Provinz wieder in sein Reich eingliedern wollte. Nachdem die baktrische Kavallerie in offener Feldschlacht unterlegen war, wurde die Hauptstadt Baktra zwei Jahre belagert. Während dieser Zeit stieg aber die Bedrohung durch die Saken, was beide Seiten dazu veranlasste, wohl im Jahr 206 v. Chr. einen Vergleichsfrieden zu schließen. Euthydemos I. durfte sein Königreich behalten, musste aber die Kriegselefanten abgeben, Antiochos als Oberherrn anerkennen und den Seleukiden Unterstützung zusichern.

#### Expansion nach Indien
Das Bündnis sollte durch eine Heirat zwischen Euthydemos’ Sohn Demetrios und der Tochter des Antiochos besiegelt werden, doch scheint es dazu nicht gekommen zu sein. Nach Antiochos’ katastrophaler Niederlage bei Magnesia gegen die Römer im Jahr 190 v. Chr. nutzte Demetrios die Gelegenheit, sich wieder unabhängig zu machen, und dehnte seinen Machtbereich auf die Gebiete südlich des Hindukusch aus. 185 v. Chr. übernahm er östliche Grenzgebiete des Seleukidenreiches, die dem heutigen Süd-Afghanistan und Belutschistan entsprechen. 183 v. Chr. fielen ihm drei westliche Provinzen des Maurya-Reiches anheim, das sich zu dieser Zeit im Zustand der staatlichen Auflösung befand.
Das Königreich in Baktrien hatte eine schmale makedonisch-griechische Oberschicht, die anfangs durch Siedler aus dem Westen gestärkt wurde. Nachdem die baktrischen Könige ihren Einflussbereich bis zur indischen Grenze ausgedehnt hatten, wurden Münzen (seit Demetrios II.) sowohl mit griechisch- als auch indischsprachigen Titeln geprägt. Die Qualität dieser Münzen war hoch – man hatte es nicht mit irgendeiner Lokalmacht zu tun. Gleichzeitig kam es zu einem Synkretismus von Hellenismus und Buddhismus, dem Graeco-Buddhismus. Der Norden des Reiches war gegen Nomaden durch Befestigungsanlagen, wie Uzundara geschützt.

#### Der Usurpator Eukratides I.

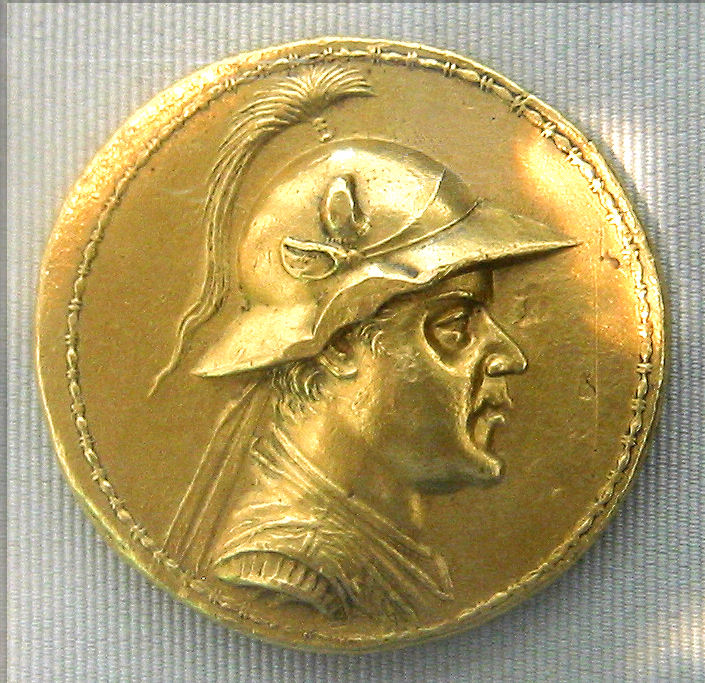
20-facher Goldstater des Eukratides I. Es ist die größte jemals in der Antike geprägte Goldmünze

Möglicherweise unter Demetrios I. oder nach dessen Tode wurde das Reich infolge innerer Wirren geteilt. Der erste Teilherrscher, Demetrios II. (Sohn Demetrios’ I., vorher Vizekönig in Kabul) verlor seinen Thron an einen Abenteurer namens Eukratides I., angeblich einem Verwandten der Seleukiden, der bereits Demetrios I. besiegt hatte. Eukratides bemächtigte sich mit wenigen hundert Mann des Landes, als sich Demetrios I. im Feldzug in Indien befand. Die Griechen besetzten weite Teile des Maurya-Reichs und belagerten unter General Menander schon die Maurya-Hauptstadt Pataliputra, als Demetrios von der Rebellion erfuhr und umkehren musste. Er kam jedoch zu spät, seine Vizekönige (möglicherweise seine Brüder) Agathokles (in Sistan) und Antimachos (in Herat) waren schon geschlagen und wurden mitsamt seiner Familie getötet.
Anschließend tötete Eukratides I. auch noch Demetrios’ Bruder (?) Apollodotos I. und eroberte Gandhara (165/4 v. Chr.). Er konnte aber offenbar die Nachkommen Euthydemos’ südlich des Hindukusch und vor allem den General Menander nicht völlig ausschalten. Für den Wohlstand seiner Herrschaft spricht die Herausgabe von Goldmünzen. Eukratides I. fiel angeblich 145 v. Chr. gegen die Parther unter dem Arsakiden Mithradates. Nach anderer Darstellung wurde er bei der Rückkehr nach Baktra/Balch von seinem Sohn und Mitregenten (Eukratides II.?) ermordet.

### Invasion der Yuezhi
Eukratides’ Sohn König Heliokles (ca. 157–135 v. Chr.) war der letzte bedeutende griechische König Baktriens. Er soll auch Gandhara beherrscht haben. Die einfallenden Yuezhi eroberten zwischen 141 und 129 v. Chr. die Gebiete nördlich des Hindukusch. Archäologisch ist etwa die Aufgabe der heute Ai Chanum genannten, griechisch geprägten Stadt (der antike Name ist unbekannt) am Oxus um das Jahr 145 v. Chr. belegt. Südlich des Hindukusch konnten sich weitere griechische Machthaber behaupten, so in Indien Menandros, der sich um 165 v. Chr. zum König eines Indo-Griechischen Königreichs erkor. Diese Königreiche überdauerten mehr als ein Jahrhundert länger als die griechischen Herrschaften in Baktrien, hatten aber zuletzt nur noch regionale Bedeutung. Einsickernde Reiternomaden, die über den Hindukusch Richtung Indien vordrangen, beseitigten zu Beginn des ersten nachchristlichen Jahrhunderts auch diese Herrschaften vollständig. Als letzter indo-griechischer Herrscher gilt Straton II.

## Datierung
Da das Griechisch-Baktrische Königreich aufgrund der räumlichen Lage nur selten bei den klassischen westlichen Autoren erwähnt wird und datierte Denkmäler aus Baktrien selbst eher die Ausnahme sind, gibt es nur wenige Anhaltspunkte für die genaue chronologische Einordnung der Ereignisse und Herrscher. Die wichtigsten Eckdaten sind:
- Marcus Iunianus Iustinus (xli. 4) berichtet, dass sich Diodotos I., der erste griechisch-baktrische Herrscher, ungefähr zur gleichen Zeit vom Seleukidenreich löste, wie dies auch die Parther unter Arsakes I. taten. Der letztere machte sich um 247 v. Chr. unabhängig.
- Zwischen 209 und 206 v. Chr. führte Antiochos III. einen Feldzug gegen Baktrien, um es wieder dem Seleukidenreich einzuverleiben. Der Feldzug endete um 206 v. Chr. mit einem Friedensvertrag. Dort regierte zu dieser Zeit Euthydemos I.
- Eukratides I. soll zur gleichen Zeit wie der Partherherrscher Mithridates I. den Thron bestiegen haben. Dies geschah mit hoher Wahrscheinlichkeit im Jahr 171 v. Chr. Er regierte mindestens 24 Jahre.
- Antimachos I. bezeichnete sich als theos. Dies ist auch für Antiochos IV. (regierte 175–164 v. Chr.) bezeugt, wobei Antimachos I. wahrscheinlich Antiochos IV. kopierte.